# جوانان مبارز
جوانان مبارز (انگلیسی: Fighting Youth) یک فیلم درام آمریکایی است که در سال ۱۹۳۵ منتشر شد.

## بازیگران
- چارلز فارل
- جون مارتل
- اندی دیواین
- جی. فارل مک‌دانلد
- ان شرایدن
- ادوارد ناگنت
- هرمن بینگ
- فیلیس فریزر
- جیم پرویس
- پل اشوگلر
- فرانک سالی
- ماری کینل
- جف کراواث
- چارلز سی. ویلسون
- جین راجرز
- کلارا کیمبل یانگ
- دل هندرسون
- راسل وید
- جان کینگ